# Sinterklaas is Coming to Town
«Sinterklaas is Coming to Town» es el segundo episodio de la tercera temporada de la serie de televisión de comedia dramática Atlanta. Se emitió el 24 de marzo de 2022, en FX. El episodio de 33 minutos, se emitió de forma consecutiva con el episodio, «Three Slaps», fue escrito por la coproductora ejecutiva Janine Nabers, y dirigido por el productor ejecutivo Hiro Murai.
La serie está ambientada en Atlanta y sigue a Earnest «Earn» Marks, mientras intenta redimirse a los ojos de su exnovia Van, que es también la madre de su hija Lottie; así como de sus padres y de su primo Alfred, que rapea bajo el nombre artístico de «Paper Boi»; y de Darius, la excéntrica mano derecha de Alfred. Para la temporada, los personajes se encuentran en Europa en medio de una gira europea. En el episodio, Earn tiene que pagar la fianza de Alfred tras un incidente en una habitación de hotel en Ámsterdam mientras Darius recoge a Van en el aeropuerto. Mientras Earn y Alfred se exponen a los inquietantes resabios coloniales de la cultura holandesa, Van y Darius siguen una dirección encontrada en un abrigo de segunda mano hasta un extraño centro de curación Nueva era, donde se encuentran con un moribundo que se cree que es Tupac Shakur.
Según Nielsen Media Research, el episodio fue visto por 0.288 millones de personas durante su emisión original y obtuvo una cuota de audiencia de 0.1 entre los adultos de 18 a 49 años. El episodio recibió críticas muy positivas por parte de los críticos, que elogiaron las actuaciones, la dirección, el humor, el valor de choque y el desarrollo de los personajes.

## Argumento
Earn (Donald Glover) se despierta en una habitación de hotel junto a una mujer. Mientras va al baño, su teléfono recibe mensajes que indican que debe tomar un avión a Ámsterdam. Cuando encuentra los mensajes, recoge rápidamente sus cosas y se marcha, revelando que está en Copenhague. Llama a Darius (Lakeith Stanfield), quien le revela que Alfred (Brian Tyree Henry) ha estado en la cárcel. Le indica a Darius que recoja a Van (Zazie Beetz), que viene a Ámsterdam.
Mientras Darius recoge a Van, Earn llega a duras penas a Ámsterdam, preparándose para un concierto para el que Alfred debe actuar. Consigue que el dueño del local, Dirk (Matteo Simoni), le dé dinero para pagar la fianza de Alfred, pero descubre que se ha dejado el portátil en Helsinki. Alfred está consternado por haber sido liberado, ya que estaba disfrutando de un trato lujoso por parte de los guardias. Al salir, se dan cuenta de que un bebé pintado con blackface acompaña a un hombre disfrazado de Sinterklaas, que actúa como el Zwarte Piet.
Mientras visitan una tienda de segunda mano, Van y Darius encuentran una dirección en un abrigo y deciden seguir la dirección. Llegan a un servicio de funeral en vida para un hombre que Darius cree que puede ser Tupac Shakur. Van es informado de que el hombre está cerca de la muerte, resultado de una enfermedad terminal. Van conoce a la Doula de la muerte que dirige el funeral y conecta con ella sobre la dirección que toma su vida. A Van se le permite hablar con el hombre. De repente, la Doula activa un botón que asfixia al hombre hasta la muerte, conmocionándola. Earn y Alfred regresan al hotel, con Alfred expresando su disgusto por algunos empleados que llevan cara negra. En su habitación del hotel, Alfred recuerda que se fue a la cama con dos mujeres, pero éstas iniciaron una discusión, que culminó con la habitación destrozada y él arrestado. 
Esa noche, Earn prepara a Alfred para el concierto, cuando éste afirma que no actuará: el público está formado en su mayoría por gente con blackface. Earn le dice a Dirk que Alfred no actuará por cuestiones de salud, pero Dirk se enfada con él y le dice que lo «destruirá». Entonces persigue a Earn y confunde a un hombre con blackface con Earn y lo ataca mientras Earn mira de cerca. Vuelve a la habitación del hotel y se encuentra con Van en el pasillo. Mantienen una breve conversación antes de entrar en sus habitaciones. Earn, agotado, se tumba en la cama, hasta que observa que su teléfono recibe mensajes de Alfred, que quiere comida.

## Producción

### Desarrollo
En febrero de 2022, FX anunció que el segundo episodio de la temporada se titularía «Sinterklaas is Coming to Town» y que estaría escrito por la coproductora ejecutiva Janine Nabers, y dirigido por el productor ejecutivo Hiro Murai. Este fue el primer crédito de Nabers como guionista y el decimosexto de Murai como director.

### Escritura
El argumento de Alfred, en el que se sentía cómodo en una celda de la cárcel por su trato lujoso, estableció paralelismos con la detención de ASAP Rocky en Estocolmo, Suecia. The Daily Beast señaló que la detención de Rocky provocó «la suposición de algunas personas en Internet de que, en realidad, le iba bastante bien gracias a las fotos de las celdas de la cárcel sueca que se asemejan a los estudios de Manhattan».

## Recepción

### Audiencia
El episodio fue visto por 0.288 millones de personas durante su emisión original, y obtuvo una cuota de audiencia de 0.1 en la franja demográfica de 18 a 49 años en la escala de audiencia de Nielson. Esto significa que el 0.1 por ciento de los hogares con televisión vieron el episodio. Esto supuso un ligero descenso con respecto al episodio anterior, que fue visto por 0.310 millones de espectadores con un 0.1 en la franja demográfica de 18 a 49 años.

### Respuesta de la crítica
«Sinterklaas is Coming to Town» recibió reseñas muy positivas por parte de los críticos. En el sitio web agregador de reseñas Rotten Tomatoes informó de un índice de aprobación del 100% para el episodio, basándose en 20 reseñas, con una calificación media de 8.8/10. El consenso crítico del sitio dice: «'Sinterklass Is Coming to Town', que muestra al equipo como extraños en una tierra extraña, es una obra decidida y tensa que muestra a estos personajes a la deriva».
Michael Martin de The A.V. Club le dio al episodio una «A» y escribió: «'Sinterklaas Is Coming To Town' incluye uno de los momentos más divertidos y oscuros que se recuerdan, y no lo voy a estropear por si acaso estás escaneando esto antes de verlo. Al llegar al final de la escena de la muerte, recuerda a los mejores momentos de Six Feet Under, sólo que llevado un paso más allá. Y eso es Atlanta: La serie - al igual que sus personajes - está yendo realmente a lugares. No está claro a dónde llevarán los giros de este cuento de hadas, pero a juzgar por estos dos episodios, no hay que perdérselos». Ben Travers de IndieWire le dio al episodio una «A-» y escribió: «Sintonizar para la sorpresa fue incluso más divertido que desgarrar la discusión posterior. Mantener ese nivel de originalidad sin saltar el tiburón es difícil, especialmente después de tantos años (y tantos programas nuevos). Pero aquí estamos de nuevo. Atlanta ha vuelto, y con ella, nuestra embelesada atención».
Alan Sepinwall de Rolling Stone escribió: «Juntos, 'Three Slaps' y 'Sinterklaas is Coming to Town' son un recordatorio de todo lo que Atlanta puede ser y hacer, ya sea la cruda pesadilla de la primera o las travesuras de conjunto de la segunda». Darren Franich de Entertainment Weekly le dio al episodio una «A-» y escribió: «Los primeros años de la serie parecen proféticos ahora en muchos sentidos. Se ha aprovechado una vena profunda de la disparidad racial y la brutalidad capitalista, al tiempo que se ha clavado la ruina existencial completa de los medios de comunicación social justo antes de que el odio a Silicon Valley se convirtiera en la corriente principal. Los dos primeros episodios de la tercera temporada muestran que la serie está ampliando sus límites, incluso mientras reconstruye su base principal».
Jordan Taliha McDonald de Vulture le dio al episodio una calificación de 4 sobre 5 estrellas y escribió: «A diferencia de la segunda temporada, en la que la dificultad de Al para adaptarse a la fama lo dejó literalmente en el bosque, esta temporada, el abismo entre Al y su personaje, Paper Boi, parece estar cerrándose». Dan Jackson, de Thrillist, escribió: «No se trata de una serie que se duerma en los laureles o que se apoye en éxitos pasados. De hecho, la serie ni siquiera se apoya en su carismático reparto para atraer a los espectadores de nuevo al redil». Kelly Lawler, de USA Today, le dio al episodio una calificación de 3.5 sobre 4 estrellas y escribió: «nunca se cuestionó si hay un lugar para Atlanta todos estos años después. Las buenas series de televisión son consistentes, pero las grandes saben cambiar y crecer con sus personajes y con los tiempos. Atlanta siempre ha sido una de las grandes».